# Adam Zweig
Adam Zweig-Strauss (* 14. Oktober 1924 in Berlin; † 25. April 2021) war ein Schweizer Psychiater und Psychotherapeut.

## Leben
Adam Zweig wurde als Sohn des Schriftstellers Arnold Zweig und der Malerin Beatrice Zweig geboren. 1933 emigrierte er mit seinen Eltern über Südfrankreich nach Palästina, wo er eingebürgert wurde und den britischen Sekundarschulabschluss erlangte. Ab 1946 studierte er Medizin an der Universität Zürich und absolvierte 1952 das Staatsexamen. Im selben Jahr (oder 1955) wurde er bei Wilhelm Löffler zum Dr. med. promoviert. Anschliessend arbeitete er an psychiatrischen Kliniken in der Region Bern. 1978 erlangte er den Facharzttitel für Psychiatrie und Psychotherapie der FMH und eröffnete eine Praxis in Bern, die er bis 1997 führte.
Zweig gründete 1983 und leitete bis 1990 die Schweizerische Gesellschaft für Symbolforschung.
Er war seit 1954 verheiratet und hat zwei Söhne und eine Tochter.

## Schriften (Auswahl)
- Der Pyriferbelastungstest als Knochenmarksfunktionsprüfung und seine Beeinflussung durch A-C-T-H und Cortison. Zürich 1955 (Diss. med., Universität Zürich, 1955).[1]
- Tierpsychologische Beiträge zur Phylogenese der Ich-Über-Ich-Instanzen. Huber, Bern 1959. - (In dieser Arbeit beschreibt der Autor aufgrund von Beobachtungen und Experimenten vor allem mit Hunden homologe Strukturen zum Aufbau von Es-, Ich- und Über-Ich-Instanzen des Menschen in Form von Objektbindungssystemen.[8])
- Grundzüge einer tensor-algebraischen Psycho-Dynamik. 2 Hefte. Orell Füssli, Zürich 1965/1969.
- Symbolforschung und Naturwissenschaft (= Schriften zur Symbolforschung. Bd. 4). Lang, Bern 1987, ISBN 3-261-03674-5.